# Tartares lituaniens de la Garde impériale
I Tartares lituaniens de la Garde impériale furono un'unità di cavalleria della Guardia imperiale napoleonica, reclutata tra i tatari di Crimea dell'ex Granducato di Lituania.
Creati nel 1812 dopo l'avvio della campagna di Russia, i tatari formarono uno squadrone di cavalleria assegnato ai reggimenti di lancieri della Guardia imperiale. Pesantemente impegnato negli scontri con i russi, lo squadrone uscì semidistrutto dalla campagna ma fu riorganizzato e integrato nel reggimento dei lancieri polacchi, venendo impiegato a fianco di questi nel corso della campagna di Germania del 1813 e della campagna nel nord-est della Francia del 1814, al termine della quale l'unità fu sciolta.

## Storia

### Creazione

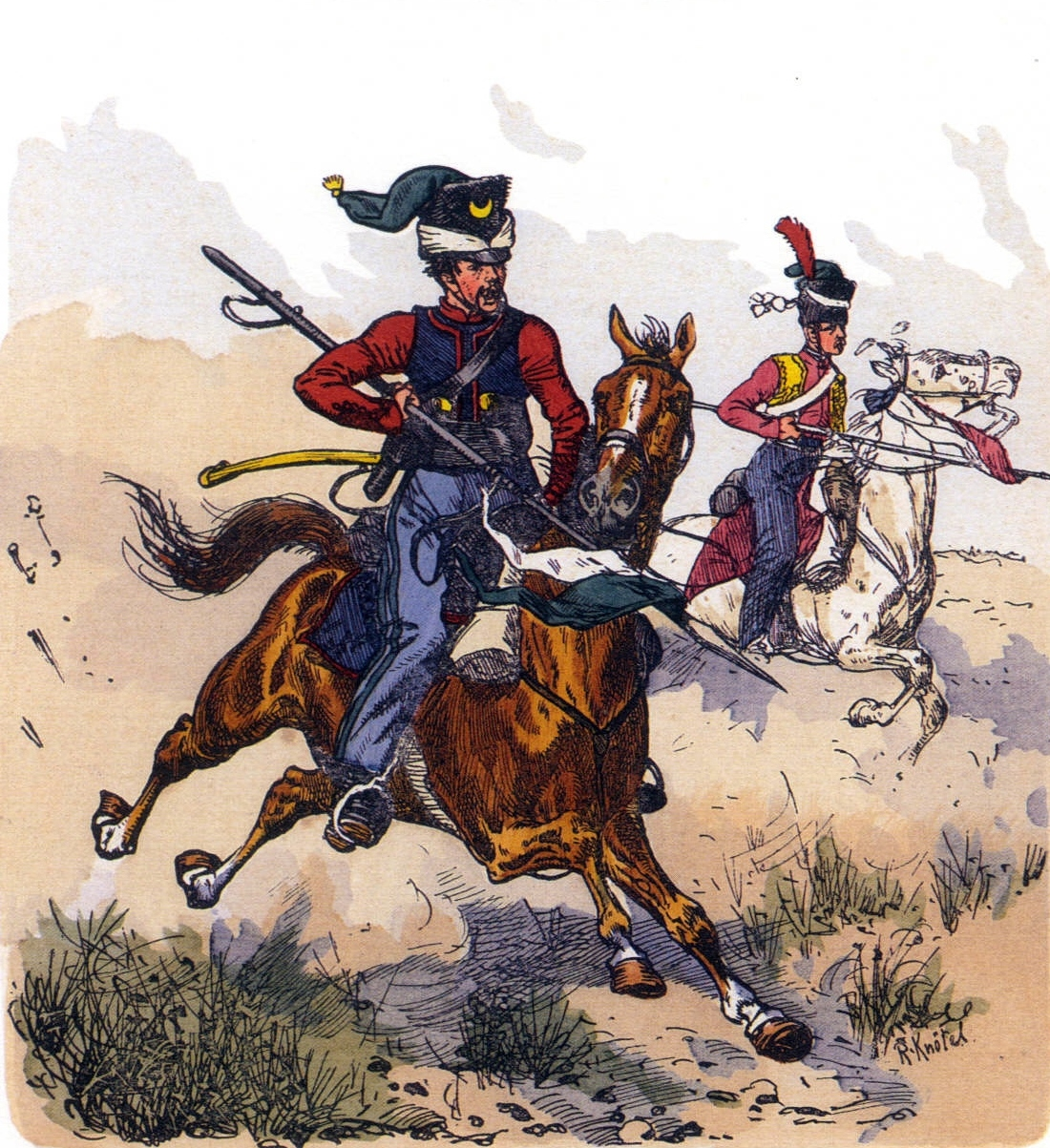
Tatari della Guardia in una tavola di Richard Knötel

Nel giugno 1812 Michel Sokolnicki, generale del Ducato di Varsavia aggregato allo stato maggiore francese, suggerì a Napoleone l'idea di creare un reggimento tra le popolazioni tatare viventi nei territori del disciolto Granducato di Lituania, appena invasi dai francesi durante le fasi iniziali della campagna di Russia, sottolineando come «la loro probità, così come il loro coraggio, sono provati»; anche il maggiore Mustapha Murza Achmatowicz, ufficiale della cavalleria del Ducato di Varsavia di origini tatare, avanzò nel medesimo periodo una proposta simile all'imperatore. Napoleone autorizzò quindi il reclutamento di un reggimento di 1.000 uomini, ma l'impulso nazionale tra i tatari non fu così grande come aveva sperato l'Imperatore e alla fine Achmatowicz riuscì a radunare solo uno squadrone di appena 123 effettivi, così suddivisi: un capo squadrone, un maggiore, quattro capitani, sette tra tenenti e sottotenenti e 110 sottufficiali e soldati.
L'unità venne ufficialmente istituita nell'ottobre 1812, e i tatari furono aggregati al 3º Reggimento lancieri della Guardia imperiale (formato in maggioranza da lituani) in qualità di esploratori; Achmatowicz stesso dovette pagare di tasca propria l'equipaggiamento dei suoi soldati. In ragione della fede islamica professata dai tatari, un imam (di nome Aslan Aley, Assan Alay o Assan Alny) fu ufficialmente inserito negli organici dello squadrone con il grado di tenente in seconda.

### Principali operazioni

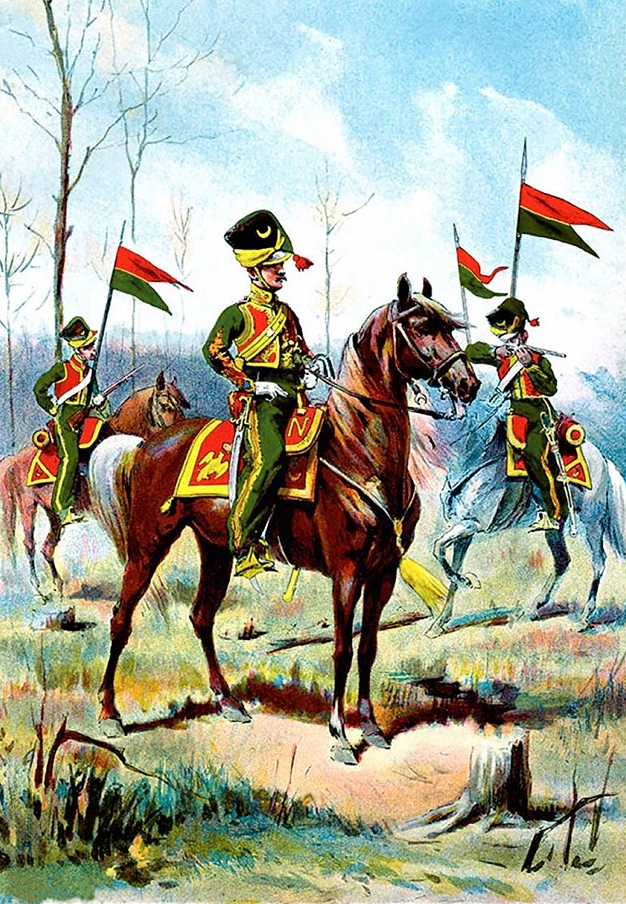
Tatari lituani in un acquerello di Bronislaw Gembarzewski del 1896

I tatari furono subito impiegati nel corso della campagna di Russia, inquadrati nella 6ª Brigata della cavalleria della Guardia imperiale; lo squadrone subì subito perdite severe negli scontri attorno a Vilna tra il 10 e il 12 dicembre 1812, nel corso dei quali lo stesso Achmatowicz rimase ucciso unitamente a 34 dei suoi uomini. I tatari furono nuovamente impiegati in azione il 13 febbraio 1813 nei dintorni di Kalisch, e alla fine della campagna 100 tra ufficiali e soldati avevano perso la vita.
Il capitano Samuel Murza Ulan prese il comando dei circa 30 superstiti dello squadrone che si raggrupparono a Posen. Qui i tatari furono integrati con i sopravvissuti del 3º Reggimento lancieri, parimenti finito quasi completamente distrutto dopo i combattimenti in Russia, ma questa situazione fu malamente vissuta dai tartari i cui costumi, uniformi e religione differivano da quelli dei loro compagni lituani; il capitano Ulan ottenne infine l'autorizzazione a formare un corpo a parte. I 53 tatari in armi furono quindi assegnati in forza al 1º Reggimento lancieri polacchi della Guardia imperiale, dove formarono la 15ª Compagnia del reggimento formalmente aggregata alla Media Guardia; oltre al capitano Ulan, gli unici altri ufficiali erano i tenenti Ibrahim e Aslan Aley.
Tra l'aprile e il giugno 1813, su raccomandazione del colonnello Pierre d'Autancourt della cavalleria della Guardia, il capitano Ulan si recò in Francia per reclutare nuovi soldati per la sua scarna compagnia, che a quella data annoverava appena 47 uomini; dopo aver rifiutato l'incorporazione di soldati stranieri a Metz, Ulan si recò a Parigi con sei uomini per spiegare la sua situazione al ministro della guerra Henri-Jacques-Guillaume Clarke ma, senza una risposta da parte di quest'ultimo, ripartì con 24 nuove reclute per Friedberg in Germania, dove era stato collocato il deposito reggimentale dei lancieri polacchi della Guardia.
In agosto il pugno di soldati reclutati da Ulan fu incorporato nella piccola compagnia, giusto poco prima che le ostilità riprendessero. Sempre agli ordini di Ulan, i tatari combatterono aggregati ai lancieri polacchi nel corso della campagna di Germania del 1813, nel corso della quale presero parte alle battaglie di Dresda (26-27 agosto), di Lipsia (16-19 ottobre) e di Hanau (30-31 ottobre). Aggregati nel dicembre 1813 al 3º Reggimento Éclaireurs della Guardia imperiale, i tatari, i quali non potevano allineare più di 46 soldati di cui 23 ammalati, parteciparono ancora a vari importanti scontri della campagna nel nord-est della Francia nel corso della quale persero tredici uomini (sei morti e sette fatti prigionieri). Subito dopo l'abdicazione di Napoleone, il corpo fu sciolto e Ulan e quattordici superstiti della sua compagnia fecero ritorno nel loro paese.

## Equipaggiamenti
I tatari lituani portavano tradizionalmente un'uniforme simile a quella dei cosacchi russi.
Alla formazione dello squadrone, le vesti portate dei soldati variavano a seconda della tribù di provenienza della recluta; l'unico elemento comune era la striscia di tela verde portata sul copricapo, simbolo dell'appartenenza all'islam come pure gli ornamenti a forma di mezzaluna portati sui cappelli. Dopo l'incorporazione dell'unità nei reggimento dei lancieri polacchi, il generale Wincenty Krasiński dotò gli uomini di un'uniforme più regolamentare, ma una certa diversificazione perdurò fino all'inizio del 1814, data alla quale l'equipaggiamento fu rinnovato integralmente. L'evoluzione della tenuta, in funzione degli abiti portati e dei dettagli vari uniformologici, può essere divisa in due periodi: 1812 e 1813-1814; l'uniforme portata dagli ufficiali resta in qualche modo incerta.

### Copricapi

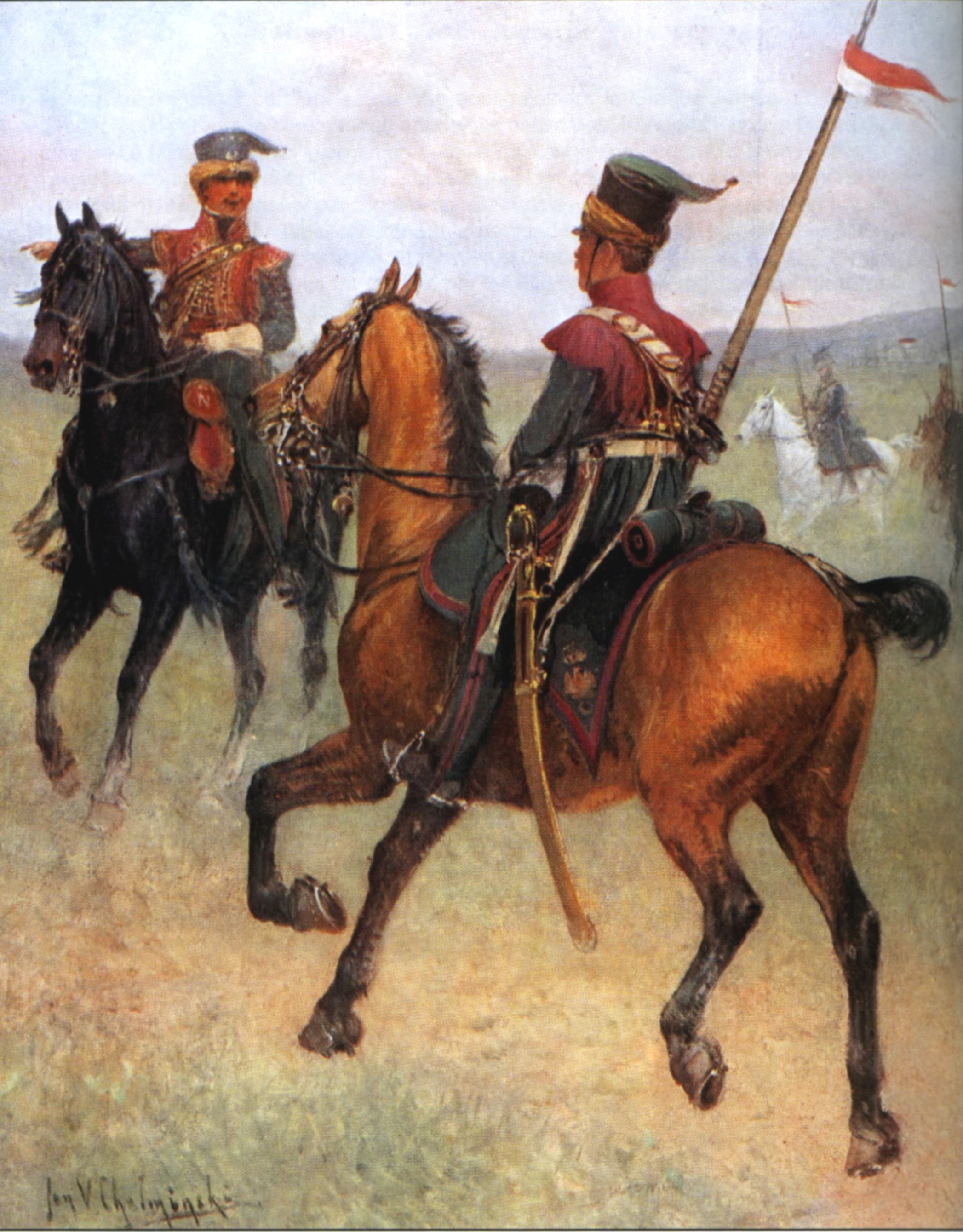
Ufficiale (a sinistra) e soldato dei tatari della Guardia con l'uniforme del 1812; acquerello di Jan Chełmiński

Il copricapo consisteva in un cappello di astrakan nero con visiera, sormontato da una striscia di stoffa verde (fiamma) terminante in una nappa rossa e adornato sul davanti da una mezzaluna e da tre o quattro stelle di rame a seconda delle fonti. Secondo alcuni autori, la fiamma aveva filettature rosse. Il cappello era circondato alla base da un turbante giallo trattenuto da un sottogola. Nel 1813 il cappello di astrakan fu rimpiazzato da un colbacco, senza turbante, stelle e mezzaluna ma adornato con un cordone bianco, un pennacchio rosso e una fiamma senza filettature.
Secondo il manoscritto di Marckolsheim, i trombettieri portavano nel 1812 un colbacco nero con visiera, senza turbante e con un cordone e un piumetto bianco; la fiamma era verde con bordature gialle e terminava con una nappa rossa. Il brigadiere-trombettiere portava un colbacco a peli bianchi ornato da una mezzaluna di rame e da un turbante blu a strisce gialle alla base; anche la fiamma era blu con bordature gialle e terminava con una nappa rossa. Il piumetto era rosso e bianco.

### Uniforme
L'uniforme consisteva in una camicia verde portata sotto un gilet scarlatto bordato da una doppia fila di filettature gialle; il colletto era rosso con filettature gialle, e sempre gialle erano le controspalline e i bottoni. Gli studiosi Liliane e Fred Funcken indicano un'uniforme senza paramani sulle maniche, a differenza di Emir Bukhari che indica la presenza di grossi paramani rossi bordati di giallo. I tatari portavano una cintura di stoffa gialla, sostituita a volte con un cinturone bianco con fibbia dorata. Gli ampi pantaloni (charroual) erano verdi con una banda cremisi di lato e bottoni neri. Nel 1813 la camicia verde divenne scarlatta e il gilet scarlatto divenne giallo con filettature nere; anche i pantaloni passarono dal verde al blu indaco.
I trombettieri portavano nel 1812 una camicia gialla sotto un gilet rosso gallonato di giallo. I paramani erano rossi e a forma di trifoglio, e i pantaloni erano cremisi con strisce verdi e gialle. L'uniforme del brigadiere-trombettiere era blu con, sulle maniche, paramani rossi e bottoni gialli; il gilet era rosso con gallonature gialle, e i pantaloni erano blu decorati con bande rosse e gialle e nodi ungheresi in filo cremisi. Gli stivali erano gialli.

### Armamento
L'arma principale dei tatari lituani era una lancia lunga 2,75 metri e decorata in punta da una banderuola, a bande rossa in alto e bianca o verde in basso. Era portato anche un pugnale infilato di traverso nella cintura, nonché una sciabola dello stesso modello dei lancieri della Guardia con fodero di rame.
L'equipaggiamento si componeva di una giberna nera decorata da un'aquila in rame; le buffetterie erano bianche. La sella includeva una copertina rossa con estremità gialle, una gualdrappa degli stessi colori contrassegnata da una N incoronata e un appendiabiti rotondo anch'esso nei colori rosso e giallo.